# Marker (plataforma robótica)
"Marker" (em russo:  Маркер) é um sistema robótico militar multifuncional (veículo terrestre não tripulado) sobre trilhos com rodas e lagartas.

## Histórico
O projeto da plataforma Marker estava em desenvolvimento desde 2018 pela Android Technique, em cooperação com a Advanced Research Foundation (FPI). O projeto foi concluído em janeiro de 2022. Apresentado no fórum "Exército-2022".
Foi relatado que a partir de fevereiro de 2023 o sistema será testado na zona da Operação Militar Especial na Ucrânia.

## Descrição
O Maker usa uma função de veículo não tripulado, um sistema modular de visão multiespectral e redes neurais. Durante três anos, foram desenvolvidas 2 plataformas autônomas com 2 rodas e 3 pistas equipadas com um módulo de carga útil unificado e um módulo de lançamento de cassetes de veículos aéreos não tripulados.

### Opcionais

#### Sistema de reconhecimento
Tem uma característica especial - um drone em um cabo. Isto resolve vários problemas: se livra das baterias do drone, protege contra o bloqueio do rádio (GE) e não perde o drone. O lançamento do drone a uma altitude de, por exemplo, 150 metros proporciona visibilidade de até 20 quilômetros.

#### Equipamento de combate
É baseado em um módulo de suporte rotativo, que permite uma rotação de até 400° por segundo. Pode ser equipado com ATGMs, AGSs, metralhadoras e outros recursos de fogo. Também transporta equipamentos militares e médicos e dois tipos de veículos aéreos não tripulados (UAVs): de agrupamento e amarrados.

#### Segurança
Equipado com sensores de diferentes naturezas (alcance visível, alcance infravermelho, radar). De acordo com o cenário, ao detectar diretamente os infratores, o Maker dá sinal ao vigilante de plantão, aciona os alertas sonoros e passa a escoltar o hóspede não convidado, utilizando, se necessário, o UAV localizado na plataforma. A versão foi criada para garantir a segurança de instalações fechadas que exigem patrulhamento constante de uma área extensa em intervalos curtos, principalmente quando se trata de condições climáticas adversas.

#### Robô mensageiro
Nesta configuração, a plataforma está equipada com um sistema de carga e descarga de contêineres. Ele pode chegar automaticamente ao local desejado, pegar o módulo especial com a carga de forma independente, transportá-la para outro local e descarregá-la no solo.